# Lycoris (plante)
Pour les articles homonymes, voir Lycoris.
Genre
Classification APG IV (2016)
Lycoris est un genre de plantes à fleurs de la famille des Liliacées selon la classification classique de Cronquist (1981), des Amaryllidacées selon la classification phylogénétique APG IV (2016). Les espèces fleurissent en automne.

## Liste des espèces
Selon "The Plant List" 29 octobre 2012
- Lycoris albiflora Koidz. , (1924)
- Lycoris anhuiensis Y.Xu & G.J.Fan , (1982)
- Lycoris argentea Worsley , (1928)
- Lycoris aurea (L'Hér.) Herb. , (1819)
- Lycoris caldwellii Traub , (1957)
- Lycoris × chejuensis K.H.Tae & S.C.Ko , (1993)
- Lycoris chinensis Traub , (1958)
- Lycoris flavescens M.Kim & S.Lee 	, (2004)
- Lycoris guangxiensis Y.Xu & G.J.Fan , (1982)
- Lycoris haywardii Traub , (1957)
- Lycoris houdyshelii Traub , (1957)
- Lycoris incarnata Comes ex Sprenger , (1906)
- Lycoris josephinae Traub , (1965)
- Lycoris koreana Nakai , (1930)
- Lycoris longituba Y.C.Hsu & G.J.Fan , (1974)
  - Lycoris longituba var. flava Y.Xu & X.L.Huang, (1982)
  - Lycoris longituba var. longituba
- Lycoris radiata (L'Hér.) Herb. , (1819)
- Lycoris rosea Traub & Moldenke , (1949)
- Lycoris sanguinea Maxim. , (1885)
  - Lycoris sanguinea var. kiushiana Makino ex T.Koyama , (1859)
  - Lycoris sanguinea var. sanguinea
- Lycoris shaanxiensis Y.Xu & Z.B.Hu , (1882)
- Lycoris sprengeri Comes ex Baker , (1902)
- Lycoris squamigera Maxim. , (1885)
- Lycoris straminea Lindl. , (1848)
- Lycoris uydoensis M.Kim , (2004)

Selon ITIS :
- Lycoris radiata (L'Hér.) Herbert
- Lycoris squamigera Maxim.

Selon WRMS :
- Lycoris cirrhosa Risso, 1826
- Lycoris folliculata Savigny in Lamarck, 1818
- Lycoris fulva Savigny in Lamarck, 1818
- Lycoris guttata Risso, 1826
- Lycoris nicaeensis Risso, 1826
- Lycoris nubila Savigny in Lamarck, 1818
- Lycoris podophylla Savigny in Lamarck, 1818
- Lycoris pulsatoria Savigny in Lamarck, 1818
- Lycoris rubida Savigny in Lamarck, 1818

## Espèces aux noms synonymes, obsolètes et leurs taxons de référence
Selon "The Plant List" 29 octobre 2012
- Lycoris africana (Lam.) M.Roem. = Lycoris aurea (L'Hér.) Herb. , (1819)
- Lycoris aurea var. angustitepala P.S.Hsu & al. = Lycoris aurea (L'Hér.) Herb. , (1819)
- Lycoris aurea var. surgens Worsley ex Traub. & Moldenke 	= Lycoris aurea (L'Hér.) Herb. , (1819)
- Lycoris × chejuensis Kurita & P.S.Hsu [Illegitimate] = Lycoris × chejuensis K.H.Tae & S.C.Ko , (1993)
- Lycoris hyacinthina (Ker Gawl.) Herb. = Griffinia hyacinthina (Ker Gawl.) Ker Gawl., (1820)
- Lycoris incarnata Worsley [Illegitimate] = Lycoris incarnata Comes ex Sprenger , (1906)
- Lycoris kiushiana Makino [Invalid] = Lycoris sanguinea var. kiushiana Makino ex T.Koyama , (1859)
- Lycoris lajolla Traub 	= Lycoris aurea (L'Hér.) Herb. , (1819)
- Lycoris radiata Miq. [Illegitimate] = Ungernia trisphaera Bunge, Bull. Soc. Imp. Naturalistes Moscou 49(2): 273 (1875).
- Lycoris radiata f. bicolor N.Yonez. = Lycoris radiata (L'Hér.) Herb. , (1819)
- Lycoris radiata var. kazukoana N.Yonez. = Lycoris radiata (L'Hér.) Herb. , (1819)
- Lycoris radiata var. pumila Grey = Lycoris radiata (L'Hér.) Herb. , (1819)
- Lycoris radiata var. terraccianii Dammann = Lycoris radiata (L'Hér.) Herb. , (1819)
- Lycoris sanguinea f. albiflora Y.N.Lee = Lycoris sanguinea var. sanguinea
- Lycoris sanguinea var. cyrtanthiflora Worsley = Lycoris sanguinea var. sanguinea
- Lycoris sanguinea var. koreana (Nakai) T.Koyama 	= Lycoris koreana Nakai , (1930)
- Lycoris sanguinea f. palensflos Konta = Lycoris sanguinea var. sanguinea
- Lycoris severzowii Regel = Ungernia sewerzowii (Regel) B.Fedtsch., Rastit. Turkest.: 256 (1915).
- Lycoris terracianii Dammann = Lycoris radiata (L'Hér.) Herb. , (1819)
- Lycoris traubii W.Hayw. = Lycoris aurea (L'Hér.) Herb. , (1819)

## Espèces au statut non encore résolu
Selon "The Plant List" 29 octobre 2012
- Lycoris changonensis
- Lycoris cinnabarinum
- Lycoris cv
- Lycoris elsiae Traub
- Lycoris × jacksoniana Traub
- Lycoris pumila Herb.
- Lycoris rubroaurantiaca
- Lycoris × woodii Traub & Moldenke